# زیوا رودان
زیوا رودان (به انگلیسی: Ziva Rodann زاده ۲ مارس ۱۹۳۳) یک بازیگر آمریکایی اسرائیلی بود. اولین بار به نام زویا شاپیر شناخته شد، او یک ستاره فیلم هالیوودی بود و یک ستاره مهمان مکرر در سریال‌های تلویزیونی که از اواخر دهه ۱۹۵۰ تا اواخر دهه ۱۹۶۰ فعالیت میکرد.
"کرونیکل یهودیان کانادایی" از او به عنوان اولین هنرپیشه اسرائیلی که یک قرارداد درازمدت را با یک استودیوی بزرگ بست، یاد کرد.

## اوایل زندگی
رودان در هیفا به Yeshaiahu «شایا» بلخمن متولد شد، استاد ریاضیات و همسرش، رزا او در سال ۱۹۴۷ در ایالات متحده وارد ایالات متحده شد، زمانی که وی با عمه و عمویش در سنت لوئیس، میسوری فرستاده شد، جایی که او از دبیرستان کرکوود تحصیل کرد و فارغ‌التحصیل شد. وقتی او به اسرائیل بازگشت، کلاس‌های شبانه خود را در دانشگاه تل آویو گذراند و در هنر، تاریخ و زبان‌های مختلف تحصیل کرد. او در تئاتر حبیما پذیرفته شد، جایی که او به بازی پرداخت و سپس در سال ۱۹۵۲ به ارتش اسرائیل پیوست. در سال ۱۹۵۴، او در تئاتر اتاق کار کرد، جایی که او نقش برجسته ای را در نمایشنامه‌های آمریکایی در عبری و کمدی‌های موسیقی ایفا کرد. در سال ۱۹۵۴، او به عنوان پادشاه جشنواره شراب اسرائیل نامگذاری شد و برای تبلیغ شراب اسرائیل به آمریکا سفر کرد.

## حرفه
نام مرحله اولیه (زیوا رودان شایپر) بود. او فیلم کار خود را با حضور در اولین فیلم اسرائیل، هیل ۲۴ پاسخ نمی‌دهد، در سال ۱۹۵۵. سپس شاپیر به نیویورک می‌رفت، جایی که او توسط موریس برگمن، ناظم بین‌المللی استعداد بین‌المللی کشف شد. پس از یک آزمون صفحه نمایش موفق، او قرارداد بلند مدت با جهانی را امضا کرد. اولین نقش تلویزیونی او در «موس رقص»، قسمت ۱۹۵۶ از ماجراهای هیروم هلیدی، برجسته شد. شاپیر نخستین بار در سینمای آمریکا ساخته شده‌است، زمانی که جهانیان او را به شرکت تولید هوا بیل ایر برای بازی نقش مهیج در فراز و نشیب فرعون (۱۹۵۷) وحشت زده، منتشر کرد.
پس از بازیگر مارک دانا، دومین بیل بود و بخشی از سیمیرا، یک زن مصری مصری، را بازی کرد. اعتبار نهایی خود را به عنوان زویا شاپیر نقش جزئی در لباس تار شده (۱۹۵۷)، با بازی جف چاندلر و جین کریین. در سال ۱۹۵۷، شاپیر نام مرحله خود را به زویو رودان تغییر داد [۷] و نقش حمایت در چهل اسلحه ساموئل فولر را بازی کرد و باربارا استونویک را بازی کرد. او این کار را با اجرای غیرقابل اعتباری به عنوان یک خواننده کولی در برادران کرمظوف یول برینر و یک هنرمند در پادشاه کریول الویس پریسلی (که هر دو در سال ۱۹۵۸ منتشر شد) دنبال کردند. یکی از اولین نقشهای قابل توجه وی، کریک داگلاس، همسر بومی آمریکا در تولید (Hal B. Wallis) بود که آخرین قطار از گون هیل (۱۹۵۸) بود. او تصویر دختر نئومه Orpah در قرن بیست و یکم حماسه کتاب مقدس داستان «روایت» (۱۹۶۰)،
سریال بونانزا سریال تلویزیونی غربی، بازی ماریا ریگان در «فراری»؛ داستان‌های ولز فارگو، بازی لی هارپر در «تفنگ برای دست قرمز»؛ و رفلمن، بازی ماریا در «کابوی‌ها». او نگران نباش را در دو قسمت بتمن، نفرین توت (۱۹۶۶) و «فرعون در گودال» (۱۹۶۶) بازی کرد. او در تولید بیش از ۴۰ فیلم و تولیدات تلویزیون شرکت داشت.

## زندگی شخصی
اولین همسر رزین، آقای زاپیک، معاون مدیر مأموریت خرید وزارت دفاع اسرائیل در پاریس بود.
ازدواج کوتاه او با رید کیمبال در سال ۱۹۶۴ لغو شد.
او در سال ۱۹۶۷ با شوهر سومش، بازیگر و نویسنده جیمز R. Creech ازدواج کرد.
در تاریخ ۲۰ دسامبر ۱۹۷۴، رادان شهروند طبقاتی ایالات متحده شد.
او ازدواج کرد با فرد سو مید در تاریخ ۵ فوریه ۱۹۷۷ در لس آنجلس ازدواج کرد. مید در سال ۲۰۰۲ فوت کرد.